# Samagałtaj
Samagałtaj (ros. Самагалтай) – wieś w Rosji, w Tuwie, ośrodek administracyjny kożuunu ties-chiemskiego. W 2010 liczyła 3233 mieszkańców.